# Alexander Grupp
Alexander Grupp (* 31. Mai 1911 in Donzdorf, Württemberg; † 4. Januar 2003 ebenda) war ein deutscher Unternehmer.
Grupp studierte Rechtswissenschaften an der Eberhard Karls Universität Tübingen. Seit 1930 war er Mitglied der katholischen Studentenverbindung AV Guestfalia Tübingen. Er wurde mit der Arbeit Das doppelte Verlöbnis zum Dr. iur. promoviert.
1947 gründete er den Verpackungsmittelhersteller Tubex in Rangendingen und leitete dieses Unternehmen als geschäftsführender Gesellschafter bis zur Übertragung an seinen Sohn Cornelius Grupp im Jahr 2000. 
1968 wurde er zum Honorarkonsul der Republik Österreich mit Sitz in Stuttgart und Zuständigkeit für das Land Baden-Württemberg und den Regierungsbezirk Schwaben des Freistaats Bayern ernannt. 1993 erhielt er die Beförderung zum Honorargeneralkonsul. Sein Sohn Cornelius Grupp folgte ihm 1999 in diesem Amt nach.
Der Trigema-Inhaber Franz Grupp war sein Bruder, dessen Sohn Wolfgang Grupp ist sein Neffe.

## Ehrungen
- 1976: Großes Bundesverdienstkreuz
- 1992: Verdienstorden des Landes Baden-Württemberg